# Copa do Nordeste de Futebol Sub-20 de 2016
A Copa do Nordeste de Futebol Sub-20 de 2016 é a sétima edição da Copa do Nordeste de Futebol Sub-20. Competição organizada pela CBF, sediada em Alagoas e disputado por equipes dos estados da Região Nordeste do Brasil.
Os representantes foram escolhidos pelas federações estaduais, de acordo com a classificação em seus Campeonatos da categoria.

## Regulamento
A Copa do Nordeste Sub-20 será disputada nos mesmos moldes da competição profissional, com os primeiros colocados de cada grupo, juntamente aos três melhores segundos colocados, avançando para a segunda fase. Na sequência, os oito clubes formarão quatro grupos, em jogos somente de ida. Na terceira fase, apenas os quatro melhores continuam na briga, formando assim a semifinal. Os dois vencedores dos confrontos chegam à grande final.
De acordo com o regulamento do regional, os critérios em caso de empate no número de pontos ao término da primeira fase serão os seguintes:
1. Maior número de vitórias
2. Melhor saldo de gols
3. Maior número de gols pró
4. Confronto direto
5. Menor número de cartões vermelhos recebidos
6. Menor número de cartões amarelos recebidos
7. Sorteio

## Participantes
As 20 equipes foram divididas em cinco grupos, e apenas os líderes de cada grupo e os três melhores segundos colocados se classificam para a próxima fase. Para a competição, foram escolhidas cinco sedes e cada uma abrigará as partidas de um grupo.
| Grupo A (Maceio)                         | Grupo B (Maceio)                               | Grupo C (Coruripe)                      | Grupo D (Boca da Mata)                                       | Grupo E (Arapiraca)                                    |
| ---------------------------------------- | ---------------------------------------------- | --------------------------------------- | ------------------------------------------------------------ | ------------------------------------------------------ |
| - CRB - Fortaleza - Imperatriz - Vitória | - Bahia - Botafogo-PB - Estanciano - Salgueiro | - ABC - Americano-MA - Ceará - Coruripe | - Campinense - Confiança - Santa Cruz - Vitória da Conquista | - América de Natal - Flamengo-PI - Juazeirense - Sport |

## Fase de Grupos

### Grupo A
Primeira rodada
| 20 de novembro | CRB | 0 – 1  | Fortaleza | Estádio Rei Pelé, Maceio                |
| 16:00          |     | Súmula | 54' Denis | Árbitro: AL Denis Ribeiro Serafim (CBF) |

| 20 de novembro | Imperatriz | 0 – 4  | Vitória                                                     | Estádio Rei Pelé, Maceio             |
| 20:00          |            | Súmula | 2' Matheus João · 34' Luan · 77' Lucas · 90' Gabriel Coelho | Árbitro: AL Júlio César Farias (CBF) |

Segunda rodada
| 22 de novembro | Fortaleza        | 1 – 0  | Imperatriz | Estádio Rei Pelé, Maceio               |
| 16:00          | Emanoel 74' (GC) | Súmula |            | Árbitro: AL José Ailton da Silva (FAF) |

| 22 de novembro | Vitória | 0 – 1  | CRB        | Estádio Rei Pelé, Maceio                      |
| 20:00          |         | Súmula | 90+2' Dudu | Árbitro: AL Hélder Brasileiro de Aquino (FAF) |

Terceira rodada
| 24 de novembro | Vitória | 0 – 3  | Fortaleza                           | Estádio Rei Pelé, Maceio                         |
| 16:00          |         | Súmula | 17' Ducatti · 77' Sávio · 83' Lucas | Árbitro: AL Francisco Carlos do Nascimento (CBF) |

| 24 de novembro | Imperatriz | 0 – 2  | CRB                  | Estádio Rei Pelé, Maceio                  |
| 20:00          |            | Súmula | 3' Jonata · 68' Dudu | Árbitro: AL José Reinaldo Figueredo (CBF) |

### Grupo B
Primeira rodada
| 20 de novembro | Bahia       | 1 – 2  | Botafogo-PB                 | Estádio Nelson Feijó, Maceio                 |
| 10:00          | Gol marcado | Súmula | Marcos Gabriel · Alessandro | Árbitro: AL José Ricardo V. Laranjeira (CBF) |

| 20 de novembro | Salgueiro                               | 3 – 1 | Estanciano | Estádio Nelson Feijó, Maceio |
| 16:00          | Gol marcado · Gol marcado · Gol marcado |       | Elias      | Árbitro: AL                  |

Segunda rodada
| 22 de novembro | Estanciano                                    | 4 – 3  | Bahia                                       | Estádio Nelson Feijó, Maceio           |
| 10:00          | Elias 3' · Matheus Lima 45' · Daniel 67', 82' | Súmula | 47', 89' Robertinho · 90+5' Marcos Vinícius | Árbitro: AL José Medeiros Júnior (FAF) |

| 22 de novembro | Botafogo-PB | 1 – 1  | Salgueiro | Estádio Nelson Feijó, Maceio       |
| 16:00          | Walber 33'  | Súmula | 5' Dadá   | Árbitro: AL José Jaini Bispo (FAF) |

Terceira rodada
| 24 de novembro | Salgueiro                       | 2 – 2  | Bahia                        | Estádio Nelson Feijó, Maceio                 |
| 10:00          | Gustavo 7' · Pedro Henrique 77' | Súmula | 59' Geovane Itinga · 71' Max | Árbitro: AL Charles Hebert C. Ferreira (CBF) |

| 24 de novembro | Estanciano | 0 – 3 | Botafogo-PB                             | Estádio Nelson Feijó, Maceio |
| 16:00          |            |       | Gol marcado · Gol marcado · Gol marcado | Árbitro: AL                  |

### Grupo C
Primeira rodada
| 20 de novembro | Coruripe             | 3 – 1  | Americano-MA | Estádio Gerson Amaral, Coruripe       |
| 16:00          | Cleicio 3', 53', 90' | Súmula | 74' Edilson  | Árbitro: AL Gleiton Lins Vieira (FAF) |

| 20 de novembro | Ceará                 | 2 – 0  | ABC | Estádio Gerson Amaral, Coruripe    |
| 20:00          | Arthur 3' · Esaul 35' | Súmula |     | Árbitro: AL José Jaini Bispo (FAF) |

Segunda rodada
| 22 de novembro | Americano-MA | 0 – 2  | Ceará                   | Estádio Gerson Amaral, Coruripe              |
| 16:00          |              | Súmula | 42' Arthur · 72' Thiago | Árbitro: AL Marcio dos Santos Oliveira (FAF) |

| 22 de novembro | ABC                            | 3 – 4  | Coruripe                                 | Estádio Gerson Amaral, Coruripe           |
| 20:00          | Vinícius 6' · Leandro 59', 75' | Súmula | 27', 34' Alan · 72' Alex · 90+5' Cleicio | Árbitro: AL Jonata de Souza Gouveia (FAF) |

Terceira rodada
| 24 de novembro | Ceará                    | 2 – 0  | Coruripe | Estádio Gerson Amaral, Coruripe        |
| 16:00          | Rafael 28' · Willian 70' | Súmula |          | Árbitro: AL José Medeiros Júnior (FAF) |

| 24 de novembro | ABC                      | 2 – 1  | Americano-MA | Estádio Gerson Amaral, Coruripe               |
| 20:00          | Leandro 34' · Fessin 47' | Súmula | 55' Jardel   | Árbitro: AL Hélder Brasileiro de Aquino (FAF) |

### Grupo D
Primeira rodada
| 20 de novembro | Vitória da Conquista | 1 – 1  | Confiança   | Estádio Olival Elias, Boca da Mata        |
| 10:00          | Léo                  | Súmula | 89' Rafinha | Árbitro: AL Jonata de Souza Gouveia (FAF) |

| 20 de novembro | Campinense | 0 – 0  | Santa Cruz | Estádio Olival Elias, Boca da Mata     |
| 16:00          |            | Súmula |            | Árbitro: AL José Medeiros Júnior (FAF) |

Segunda rodada
| 22 de novembro | Santa Cruz | 0 – 0  | Vitória da Conquista | Estádio Olival Elias, Boca da Mata |
| 10:00          |            | Súmula |                      | Árbitro: AL Gustavo da Silva (FAF) |

| 22 de novembro | Confiança     | 1 – 4  | Campinense                                 | Estádio Olival Elias, Boca da Mata      |
| 16:00          | Madureira 72' | Súmula | 16', 38' Randson · 3' Fabio · 60' Nelsinho | Árbitro: AL Rafael Gomes da Silva (FAF) |

Terceira rodada
| 24 de novembro | Santa Cruz                                   | 4 – 1  | Confiança | Estádio Olival Elias, Boca da Mata     |
| 10:00          | Daniel 22' · Alemão 53', 90+5' · André 90+3' | Súmula | Madureira | Árbitro: AL Gildson Bispo Santos (FAF) |

| 24 de novembro | Campinense | 1 – 2 | Vitória da Conquista      | Estádio Olival Elias, Boca da Mata |
| 16:00          | Walber     |       | Gol marcado · Gol marcado | Árbitro: AL                        |

### Grupo E
Primeira rodada
| 20 de novembro | Flamengo-PI | 0 – 5  | Sport                                                  | Estádio Coaracy Fonseca, Arapiraca     |
| 16:00          |             | Súmula | 9' Elias · 31' Alison · 52', 67' Juninho · 71' Patrick | Árbitro: AL José Ailton da Silva (FAF) |

| 20 de novembro | Juazeirense | 0 – 0  | América de Natal | Estádio Coaracy Fonseca, Arapiraca           |
| 20:00          |             | Súmula |                  | Árbitro: AL Márcio dos Santos Oliveira (FAF) |

Segunda rodada
| 22 de novembro | Juazeirense                       | 2 – 2  | Sport                  | Estádio Coaracy Fonseca, Arapiraca         |
| 16:00          | Alesandro 15' (GC) · Victor 90+2' | Súmula | 53' Juninho · 65' Caio | Árbitro: AL Gildson Bispo dos Santos (FAF) |

| 22 de novembro | América de Natal | 1 – 1  | Flamengo-PI | Estádio Coaracy Fonseca, Arapiraca    |
| 20:00          | Reinaldo 75'     | Súmula | 72' Marlon  | Árbitro: AL Gleiton Lins Vieira (FAF) |

Terceira rodada
| 24 de novembro | Sport                        | 3 – 0  | América de Natal | Estádio Coaracy Fonseca, Arapiraca   |
| 16:00          | Pablo 45', 61' · Patrick 89' | Súmula |                  | Árbitro: AL Júlio César Farias (CBF) |

| 24 de novembro | Flamengo-PI | 1 – 0  | Juazeirense | Estádio Coaracy Fonseca, Arapiraca       |
| 20:00          | Matheus 68' | Súmula |             | Árbitro: AL Felype Wanderley Urubá (FAF) |

- Obs: Apenas os 3 melhores segundos colocados, somando todos os grupos, irão avançar de fase. Os primeiros colocados de cada grupo têm classificação garantida para a 2ª fase da competição.